# Hubli-Dharwad
Hubli-Dharwad sau Hubballi-Dharwad este un oraș cu ca. 840.000 loc. situat în vestul podișului Dekkan, statul Karnataka, India. Ramurile economice principale ale orașului sunt industria textilă și industria hârtiei, în oraș mai există și o universitate. Hubli-Dharwad, a luat naștere în anul 1961 prin unirea orașelor Hubli (Hubballi) și Dharwad.

## Personalități marcante
- John Knittel, scriitor